# Les Croods : Origines
Les Croods : Origines (Dawn of the Croods) est une série télévisée d'animation américaine en 52 épisodes de 23 minutes diffusée entre le 24 décembre 2015 et le 7 juillet 2017 via le réseau de streaming Netflix. Elle est basée sur le long métrage d'animation Les Croods, sorti en 2013, et précède les événements du film.
En France, elle est également diffusée dès le 11 mars 2018 sur Canal J et depuis le 21 mars 2020 sur Gulli.

## Fiche technique
Sauf indication contraire, les informations mentionnées dans cette section peuvent être confirmées par la base de données cinématographiques IMDb,  présente dans la section « Liens externes ».
- Titre original : Dawn of the Croods
- Titre français : Les Croods : Origines
- Réalisation : Alex Almaguer, Brian Hatfield, Chong Lee et Crystal Chesney
- Scénario : Jeff D'Elia, Matthew Ireland Beans, Caitlin Meares, Mike Yank et Brendan Hay (en)
- Musique : Becky Kneubuhl et Gabriel Mann
- Montage : Michael William Miles et Steve Downs
- Casting : Ania Kamieniecki-O'Hare et Mary Hidalgo
- Production : Chuck Austen et Erik Wiese
  - Production déléguée : Brendan Hay
  - Production exécutive : David Wilcox
- Société de production : DreamWorks Animation Television
- Pays d'origine :  États-Unis
- Langue originale : anglais
- Genre : série d'animation, aventure
- Durée : 23 minutes

## Distribution
| - Dan Milano (en) : Grug, Bud, Womp - Cree Summer : Ugga, Pat, Clip, Pup Howler - Stephanie Lemelin (en) : Eep - A.J. Locascio (en) : Thunk - A.J. Locascio (en) : Baitsy, Steve - Grey Griffin : Sandy, Lerk - Laraine Newman : Gran, One-Eyed Amber, Mosh, Pram | - Dominique Collignon-Maurin : Grug - Françoise Vallon : Ugga - Lily Rubens : Eep - Benjamin Bollen : Thunk - Colette Venhard : Gran - Jérémy Bardeau : Grognard, Crôa, Womp, Pat, Glapi - Gauthier Battoue : Crud, Gaillard - Guillaume Lebon : Bud, Snoot, Blair - Marc Perez : Munk, Homme-racine - Céline Ronté : Farfelette, Cyclopambre - Magali Rosenzweig : Meep |

- Version française :
  - Société de doublage : TVS[5]
  - Direction artistique : Barbara Tissier[5]

 Source et légende : version française (VF) sur RS Doublage

## Épisodes
Certains épisodes sont divisés en deux histoires.

### Première saison (2015)
L'intégralité de la première saison est sortie le 24 décembre 2015.
1. Le Grand Jeu (A Gran Day Out)
2. L'École des caverneux (School of Hard Rocks)
3. Danger chaud dans l'Ahh Valley / Grug contre la lune (Wet Hot Ahhh! Valley Summer / Grug Vs. The Moon)
4. La Guerre des gros boutons (This Mean Warts)
5. La Boîte à légendes de Thunk (The First Picture Show)
6. Soirée sauvage (Caved and Confused)
7. L'Émanc-eep-ation / La Revanche de Thunk (The Eepover / Thunkytown)
8. Chassez le naturel (Mom Genes)
9. Le Jardin légu-miraculeux (Garden of Eaten)
10. La Nuit des Croods vivants / Le Goût du bonheur (Night of the Living Croods / A Spoonful of Soo-gar)
11. L'important c'est de gagner (Friday Night Liyotes)
12. Grug a la grosse tête / Senteur de Thunk (The Crood Who Knew Too Much / Scent of a Thunk)
13. Le Mystère du voleur d'affaires (Unsolved MysterEep)

### Deuxième saison (2016)
L'intégralité de la deuxième saison est sortie le 26 août 2016.
1. Le Fantôme de grand-mère / Sandy la sauvage (Gran the Unfriendly Ghost / Bad Sandy)
2. La Maladie d'amour / Le Rebelle (It Crushes / Rebel Without a Howl)
3. Les Maths / La Grotte de nuit (Grug vs. Math / Footloss)
4. La Bonne surprise / La Nuit des chevauchemars (The Good Surprise / Night Mare On Eep Street)
5. Les pom-pom gueulantes / À la reconquête de Vanita (What Screams May Come / Grunt Anything)
6. Mamie grincheuse / Les Nouveaux Riches (I Think We're Alone Meow / There Will Be Eggs)
7. Mon père, cet ado (FrEepy Friday)
8. Grug contre Gurg / La Foire aux idées (Grug vs. Gurg / Unfair Fair)
9. Le Bébé des voisins / Opération gros dur (Baby Face-Off / The Pursuit of Wrinkliness)
10. Croodtopie / Main basse sur l'œuf dur (Croodtopia / Hands on a Hard Egg)
11. Le Rigolo de service / De l'amour dans l'air (Disaster of Puppets / Love Will Eep Us Together)
12. Eep, sauveteuse de la mort / La Mère de l'Orage (The Tide is Nigh / Rain Gran)
13. Les Broods : Origines (Dawn of the Broods)

### Troisième saison (2017)
L'intégralité de la troisième saison est sortie le 7 avril 2017.
1. Ahhh! Vallée fait de la résistance, première partie / Ahhh! Vallée fait de la résistance, deuxième partie (It Takes Aaahh! Valley: Part 1 / It Takes Aaahh! Valley: Part 2)
2. Nos cousins les chihuasinges / Les Escarglandeurs (Deus Ex Monkhuahua / Slak Attack)
3. Le Chanular / Le Grand âge de Gran (A Gran Adventure / Gorgey Girl)
4. 127 heurts / 28 poux plus tard (127 Owwws / 28 Fleas Later)
5. Mon Crôa bien-aimé / Une Farfelette court dans la nuit (To Squawk With Love / Lerk was the Night)
6. Dans l'ombre d'un chef / Les Amies des bêtes (The Flawed Couple / Go-Sip Girl)
7. Nos cousins les chihuasinges / titre français inconnu (Munk History / Happy Howl Day)
8. Snoot et les Maxi-Monstres, première partie / Snoot et les Maxi-Monstres, deuxième partie (Snooty and the Beasts: Part 1 / Snooty and the Beasts: Part 2)
9. Zero Dark Thunky / Viande contre viande (Zero Dark Thunky / Pie vs Pie)
10. Les coéqu-Eep-iers / Une amitié à dix-huit trous (Super Smash Siblings / A Hole in Grug)
11. Sève qui peut ! / L'Appât du destin (Bait with Destiny / Sappy Together)
12. L'Art de faire peur / Les Broods sont passés par ici (Scare Tactics / DisturbiAHHH!)
13. Le Souffre-douleur / Le Crood-gitif (Thunk O'Clock High / The Croo-gitive)

### Quatrième saison (2017)
L'intégralité de la quatrième saison est sortie le 7 juillet 2017.
1. Justice pour les Croods / La Saint Vallée-tin (A Few Good Grugs / Valley Shine Day)
2. Dur, dur d'être une adulte / Le Poids de la défaite (Chalk the Line / Weighting Is the Hardest Part)
3. La Mélodie du catcheur / Des fleurs pour Munk (Wrestlebabia: The Musical / Flowers for Munk)
4. En Skermiggleflop nous croyons / Grug et légendes (They Might Be Sky Giants / The Grugest Story Ever Told)
5. En ver et contre tout / Dr Folagrug ou comment j'ai appris à ne plus m'en faire et à aimer la lance (Worms of Endearment / Dr. StrangeGrug or How I Learned to Stop Worrying and Love the Spear)
6. Le Tunnel de la terreur / L'Étrange créature du lac Crood (Tunnel of Terror / Creature from the Croods Lagoon)
7. Trouver sa voix (Voice Fail)
8. Thunkméo et Blurgliette / Un voisin insuBoortable (Punch-Thunk Love / Nay Boors)
9. Cavernes et créatures / Une remplaçante trop swag (Caverns and Creepers / Rad Teacher)
10. Atout Hasard / Fourrure Road (Grug's First Chance / Furry Road)
11. Mariage à la grand-mère / Le podium des cavernes (My Big Fat Gran Wedding / The Strutting Edge)
12. L'école est finie ! / Détente à la Croods (Can't Hardly Bait / The Crood Détente)
13. C'est une fin (This is An End)

## Production
Contrairement au long métrage Les Croods qui utilise l'animation 3D, la série est animée en 2D afin de mettre en avant le côté cartoonesque. L'équipe de production s'est orientée vers une série d'animation qui précède les événements du film en raison du prochain qui est une suite. L'équipe s'est rapprochée du design du paysage désertique présent dans Les Croods. Cependant, pour que ça ne ressemble pas aux autres séries centrées sur des hommes des cavernes, comme Les Pierrafeu, une végétation et diverses formes rocheuses furent créées. Cela a également permis d'apporter plus de couleurs et de vitalité.
Après le choix de l'animation, la série devait être initialement conçue avec le logiciel Harmony de Bardel Entertainment. Néanmoins, après la réalisation de quelques épisodes, l'équipe constate qu'Harmony n'est pas la meilleure option pour animer des scènes qui contiennent plusieurs personnages à la fois. Le reste des épisodes est alors dessiné à la main, en animation traditionnelle, par des studios sud-coréens : eMation (en), NE4U, et Dong Woo Animation (en).

## Récompenses et nominations
| Année | Récompense                     | Catégorie                                                      | Récipiendaire | Résultat   |
| ----- | ------------------------------ | -------------------------------------------------------------- | --- | ---------- |
| 2016  | 43e cérémonie des Annie Awards | Meilleurs décors pour une série d'animation                    | Jonathan Pyun, Aaron Spurgeon, Baptiste Lucas, Margaret Wuller et Ethan Becker pour l'épisode Le Jardin légu-miraculeux | Nomination |
| 2016  | 43e cérémonie des Annie Awards | Meilleure performance vocale dans une série d'animation        | Grey Griffin pour Lerk durant l'épisode La Boîte à légendes de Thunk                                                    | Nomination |
| 2016  | 43e cérémonie des Annie Awards | Meilleure performance vocale dans une série d'animation        | Laraine Newman pour Amber durant l'épisode La Boîte à légendes de Thunk                                                 | Nomination |
| 2016  | 2015 BTVA Awards               | Meilleure performance vocale féminine dans une série télévisée | Stephanie Lemelin (en) pour Eep                                                                                         | Nomination |